# Camplong-Minervois
Camplong is een dorp in de Franse gemeente Félines-Minervois. Het dorp grenst aan het Parc Naturel Régional du Haut-Languedoc, nabij de Pic Nore en het Massif de l’Espinouse.
Het ligt in het wijngebied de Minervois en daarbinnen valt het in de Appellation d'origine contrôlée van Minervois-La Livinière.